# Alessi Brothers

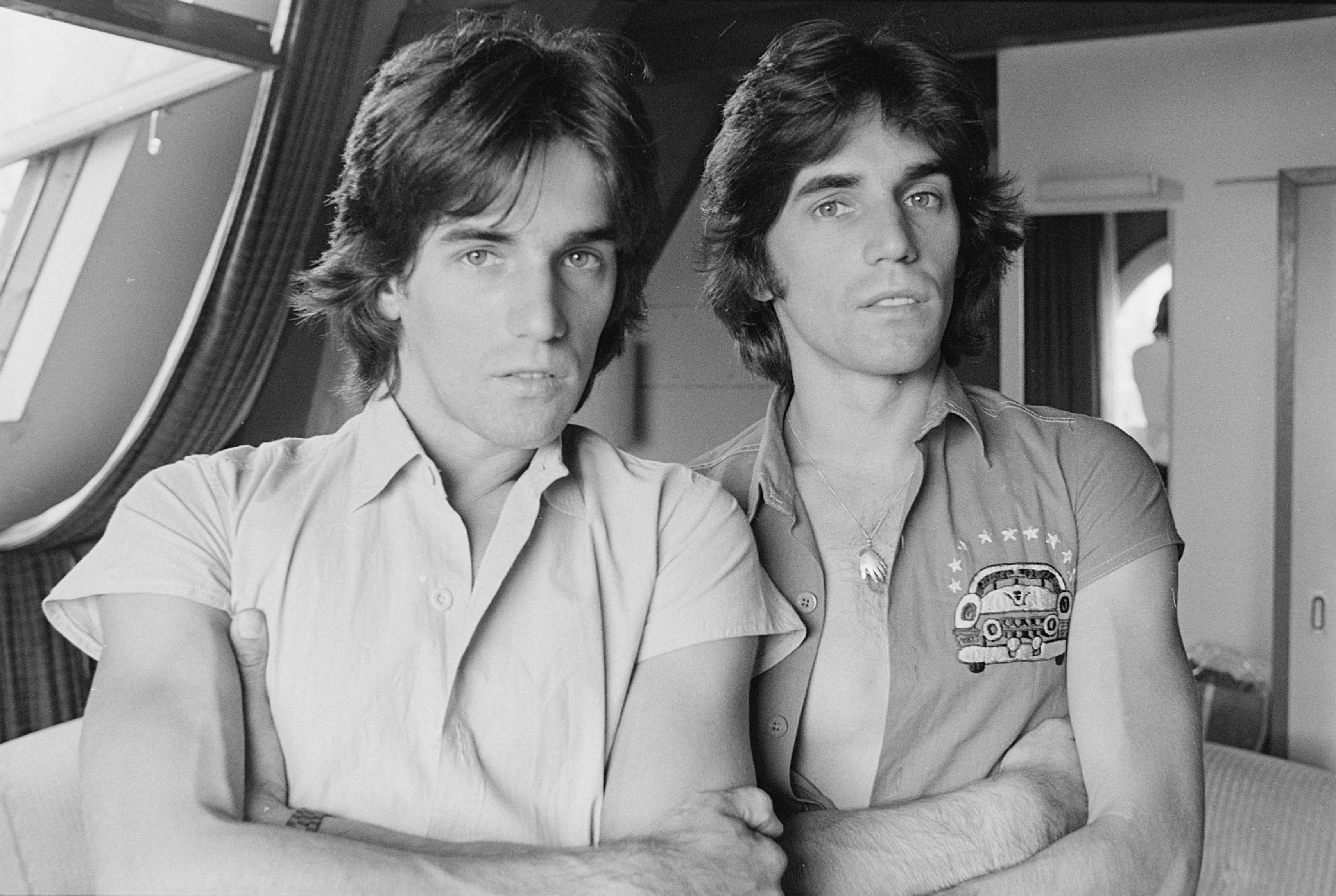
Alessi Brothers in 1977

Alessi Brothers of Alessi is een Amerikaans popduo met de (eeneiige) tweelingbroers Billy en Bobby Alessi (Long Island, New York, 12 juli 1953). Wereldwijd verkochten ze 8 miljoen platen.
Billy en Bobby Alessi begonnen eind jaren zestig met de groep Barnaby Bye. Zij speelden in een van de eerste bezettingen van de musical Hair op Broadway. In 1977 braken ze door met de single Oh, Lori. Eind jaren zeventig waren ze op tournee met Andy Gibb en zijn Shadow Dancing Tour. In totaal hebben ze 7 albums opgenomen, waarvan één in eigen beheer. In 2003 verscheen hun album Hello Everyone en in 2006 werd Just like that uitgebracht.
De broers hebben liedjes geschreven en geproduceerd voor tal van artiesten zoals Paul McCartney, Christopher Cross, Frankie Valli, Michael McDonald, Whitney Houston, Richie Havens en Olivia Newton-John. Daarnaast hebben ze filmmuziek gecomponeerd voor onder andere The Main Event en Ghostbusters. Ook hebben ze backing-vocals gezongen op albums van John Lennon en Yoko Ono (Milk & Honey), Art Garfunkel (Fate for Breakfast) en Sting.
Billy en Bobby Alessi hebben zich ook gespecialiseerd in het maken van commercials. Zo hebben ze spots gemaakt voor onder andere Ford (Caught You Lookin'), Twix, McDonald's, Kentucky Fried Chicken en Seven-Up. Billy is de componist van de themamuziek voor de Diet-Coke reclame. De broers wonnen voor hun producties divers onderscheidingen, waaronder de prestigieuze Clio Award, de Oscar van de reclamewereld.
In 2007 traden zij op in verschillende theaters in Frankrijk, België en Nederland met de voorstelling Oceans of Music. Behalve hun eigen repertoire speelden de broers samen met Julya Lo'ko en Erwin van Ligten ook andere nummers.
In september 2009 verscheen hun nieuwe cd/dvd Live! All Our Life. De box werd wereldwijd uitgebracht door het Nederlandse label Home of Jazz. De box werd op zaterdag 12 september uitgereikt tijdens een optreden in het Schaffelaartheater te Barneveld.

## NPO Radio 2 Top 2000
| Nummer met noteringen in de NPO Radio 2 Top 2000 | '99 | '00  | '01 | '02  | '03  | '04  | '05  | '06  | '07  | '08  | '09 | '10  |
| ------------------------------------------------ | --- | ---- | --- | ---- | ---- | ---- | ---- | ---- | ---- | ---- | --- | ---- |
| Oh, Lori                                         | 989 | 1574 | 722 | 1084 | 1422 | 1272 | 1516 | 1675 | 1577 | 1465 | -   | 1961 |

1. ↑  Een '-' betekent dat het nummer niet was genoteerd en een vetgedrukt getal geeft de hoogste notering aan.
2. ↑  Deze tabel is bijgewerkt tot en met de laatste editie (2024).